# Boršov nad Vltavou
Boršov nad Vltavou (německy Payreschau) je obec v okrese České Budějovice v Jihočeském kraji. Leží zhruba 6,5 kilometru jihozápadně od Českých Budějovic. Žije zde přibližně 2 100 obyvatel. Obec má vlastní poštu, kostel, základní a mateřskou školu. Součástí obce je i Poříčský zámek na pravém břehu Vltavy. V Boršově nad Vltavou také končí vodácky nejfrekventovanější úsek Vltavy.

## Historie

### Pod vrchností
První písemná zmínka o vesnici pochází z roku 1261, kdy se jako svědek na listině jmenuje Albert z Boršova (Albertus de Borschowe), dle erbu kosmé střely snad spřízněný s Bavory ze Strakonic. Tento později přesídlil do Horní Stropnice a roku 1290 Boršov věnoval cisterciáckému klášteru ve Vyšším Brodě. Pravděpodobně právě v době před rokem 1290 existoval na strmém ostrohu nad řekou hrad Boršov, ze kterého se dochovaly už jen zbytky valů. V létě 1422 vyplenili boršovský kostel husité pod vedením Chvala z Machovic. V roce 1464 je poprvé zmíněn boršovský rychtář, který zastupoval vyšebrodskou vrchnost. Roku 1351 přiznal Karel IV. Boršovu mílové právo. K roku 1453 se připomíná přívoz přes Vltavu mezi Boršovem a Poříčím. O jedenáct let později jsou zmíněny dvě boršovské krčmy, které figurovaly ve stížnosti Vyšebrodského kláštera na Budějovičany, kteří měli na území Boršova a okolních vesnic ničit pivovarská zařízení.
S výjimkou krátkodobého zastavení vsi rožmberskému písaři Mikuláši z Pelhřimova za vlády Jiřího Poděbradského, patřil Boršov pod Vyšebrodský klášter až do zrušení poddanství. Dle urbáře z roku 1530 měla ves v této době 20 usedlostí. Tragicky se do dějin obce zapsala událost, k níž došlo za Stavovského povstání, tehdy o Božím těle 18. června 1620 vtrhli do zdejšího kostela uherští vojáci, pobili přítomné věřící i s farářem a kostel vyrabovali. V roce 1706 byla v Boršově poprvé zmíněna škola. Školní budova měla dvě místnosti, jedna byla bytem obecního učitele, druhá byla učebnou.

### Po roce 1848
Od roku 1850 se Boršov stal samostatnou obcí, která postupně začala srůstat s obcí Poříčí na protějším břehu. V roce 1864 vydal Zemský sněm zákon o obecním zřízení, kterým bylo zrušeno rychtářství a nahrazeno obecním zastupitelstvem s voleným starostou. Roku 1884 postavili bratři Vlastimil a Dobroslav Zátkové u mlýna v Březí na protějším břehu nad Poříčím největší továrnu na těstoviny v tehdejším Rakousko-Uhersku, tento velký potravinářský podnik zde působí dodnes. Na popud místního propagátora venkovských kampeliček a pozdějšího senátora Františka Krojhera založil tehdejší ředitel školy Václav Dvořák v Boršově kampeličku s členstvím vyhrazeným pro obyvatele Boršova a okolních vsí. V devadesátých letech 19. století byla také přes Boršov položena železniční trať do Českého Krumlova s přemostěním Vltavy, silniční most mezi oběma obcemi přibyl v letech 1916 až 1917.
Čtyři roky po vyhlášení Československé republiky začala v Boršově nad Vltavou fungovat obecní knihovna. V roce 1931 otevřela obec Boršov kamenolom pár set metrů jižně od vsi. Pět let nato byla otevřena turistická Fritschova stezka vedoucí po levém břehu Vltavy z Boršova přes Dívčí Kámen do Zlaté Koruny. Za První republiky byly také v Boršově vysazeny dva sady. Prvním byl nový třešňový sad jižně od kostela (v oblasti dnešní Třešňové ulice) vysazený v roce 1935. Byl pojmenován po tehdy nedávno zesnulém bývalém premiérovi Antonínu Švehlovi. V druhé polovině třicátých let byly často vysazovány stromu k jeho poctě, většinou šlo však o takzvané Švehlovy lípy a nikoli o třešně. Dva roky poté byl podél železnice vedoucí na Černý Dub vysazen druhý sad, tentokrát švestkový. Ten byl pojmenován Habrmanův sad na památku senátora a ministra Gustava Habrmana. K administrativnímu sloučení Boršova s Poříčím došlo nakrátko v letech 1943 až 1945 za německé okupace, definitivně pak roku 1949. Koncem války projížděly přes most v Boršově jednotky německé armády ve snaze vzdát se americkým vojskům, která operovala v okolí Křemže. V květnu 1945 vstoupily do Boršova jednotky americké armády, což je dodnes připomínáno vzpomínkovými akcemi u pomníku kapitána Reutera.

### Spojený Boršov nad Vltavou

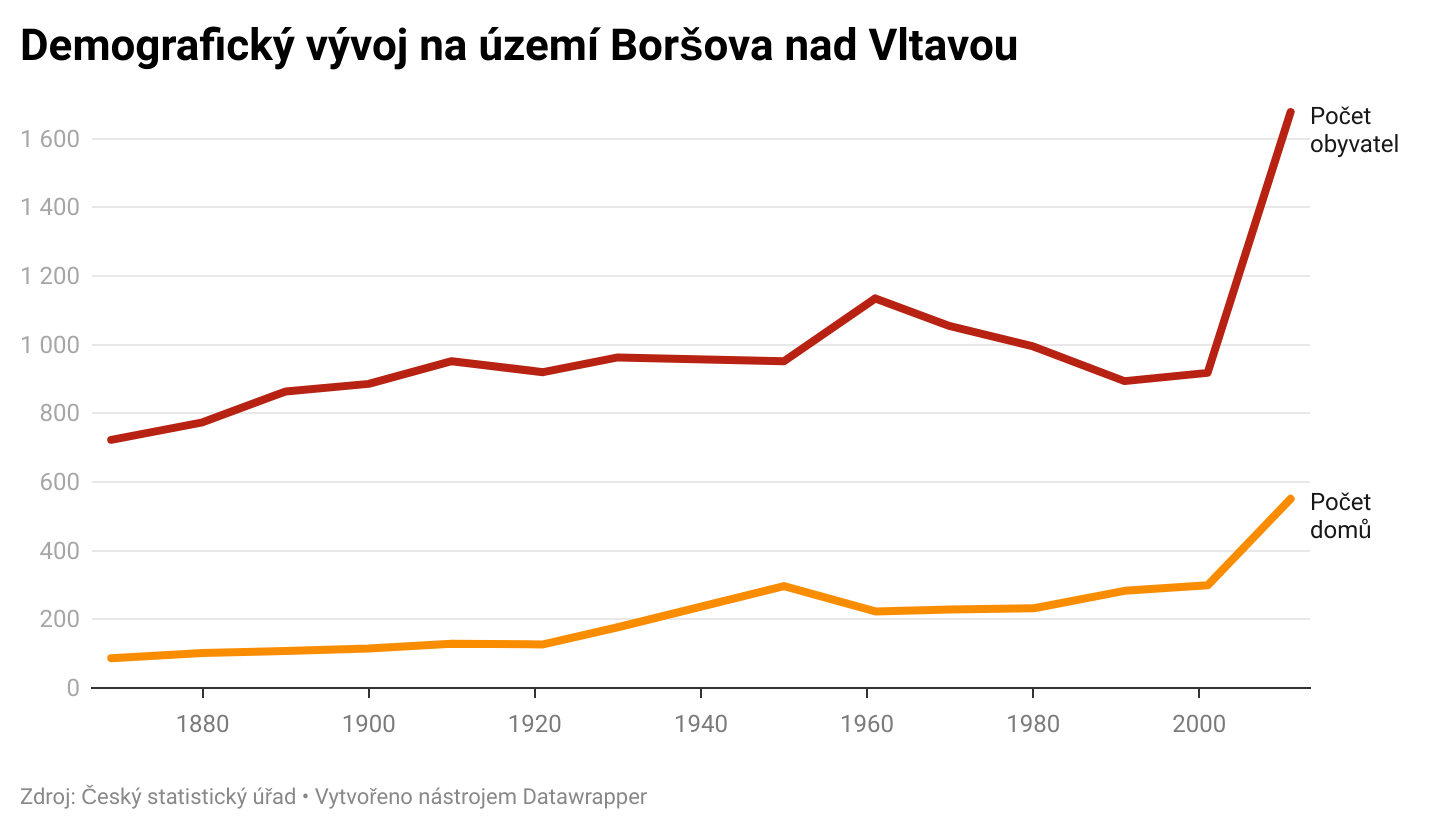
Demografický vývoj na území Boršova nad Vltavou

V roce 1950 byl pro nově spojený Boršov s Poříčím úředně stanoven název Boršov nad Vltavou. O dva roky poté byl v Kubatkově vile zřízen dětský domov, který funguje dodnes. V roce 1960 začala do Boršova nad Vltavou zajíždět budějovická MHD. V roce 1969 byla ukončena těžební činnost v boršovském kamenolomu. O šest let později, v roce 1975, byla dokončena stavba nové dominanty sjednocené obce - velkokapacitního sila poblíž nádraží. Dalším velkým zásahem do podoby obce byla nová rychlostní silnice (dnešní E55) dostavená v roce 1980, která protnula Poříčí ve dví. Od 1. července 1985 do 23. listopadu 1990 byla k Boršovu připojena Vrábče i s osadami Jamné, Koroseky, Kroclov, a Slavče. 24. listopadu 1990 se Vrábče opět osamostatnila s Koroseky a Slavčí, Kroclov se vrátil zpět pod Vrábči až od 1. ledna 1992 a Jamné už zůstalo Boršovu.
V roce 1998 postavila obec na levém břehu Vltavy vodácké tábořiště v reakci na zvyšující se oblibu sjezdu Vltavy. Boršov nad Vltavou byl jako mnohé jiné obce u řek silně zasažen povodněmi v roce 2002. V jejich důsledku musel být stržen starý silniční most a postaven nový. Hromadná výstavba nových rodinných a řadových domů mezi lety 2002 a 2004 zapříčinila strmý nárůst obyvatel obce a Boršov nad Vltavou tak získal některé rysy satelitního městečka. V roce 2019 získala obec v soutěži Vesnice roku Oranžovou stuhu za Jihočeský kraj. Oranžová stuha je udělována obcím za spolupráci se zemědělskými nebo lesnickými podniky a organizacemi.

## Přírodní poměry
Na území obce (v katastrálních územích Boršov nad Vltavou a Záhorčice) je přírodní památka Vltava u Blanského lesa, která je zařazena jako evropsky významná lokalita do evropské soustavy chráněných území Natura 2000. 

## Obyvatelstvo
| Rok            | 1869 | 1880 | 1890 | 1900 | 1910 | 1921 | 1930 | 1950 | 1961  | 1970  | 1980 | 1991 | 2001 | 2011  | 2021  |
| -------------- | ---- | ---- | ---- | ---- | ---- | ---- | ---- | ---- | ----- | ----- | ---- | ---- | ---- | ----- | ----- |
| Počet obyvatel | 723  | 774  | 864  | 886  | 952  | 920  | 963  | 952  | 1 135 | 1 054 | 995  | 894  | 918  | 1 754 | 2 042 |
| Počet domů     | 87   | 102  | 108  | 115  | 129  | 127  | 177  | 297  | 223   | 229   | 232  | 283  | 299  | 551   | 668   |

## Obecní správa

### Místní části

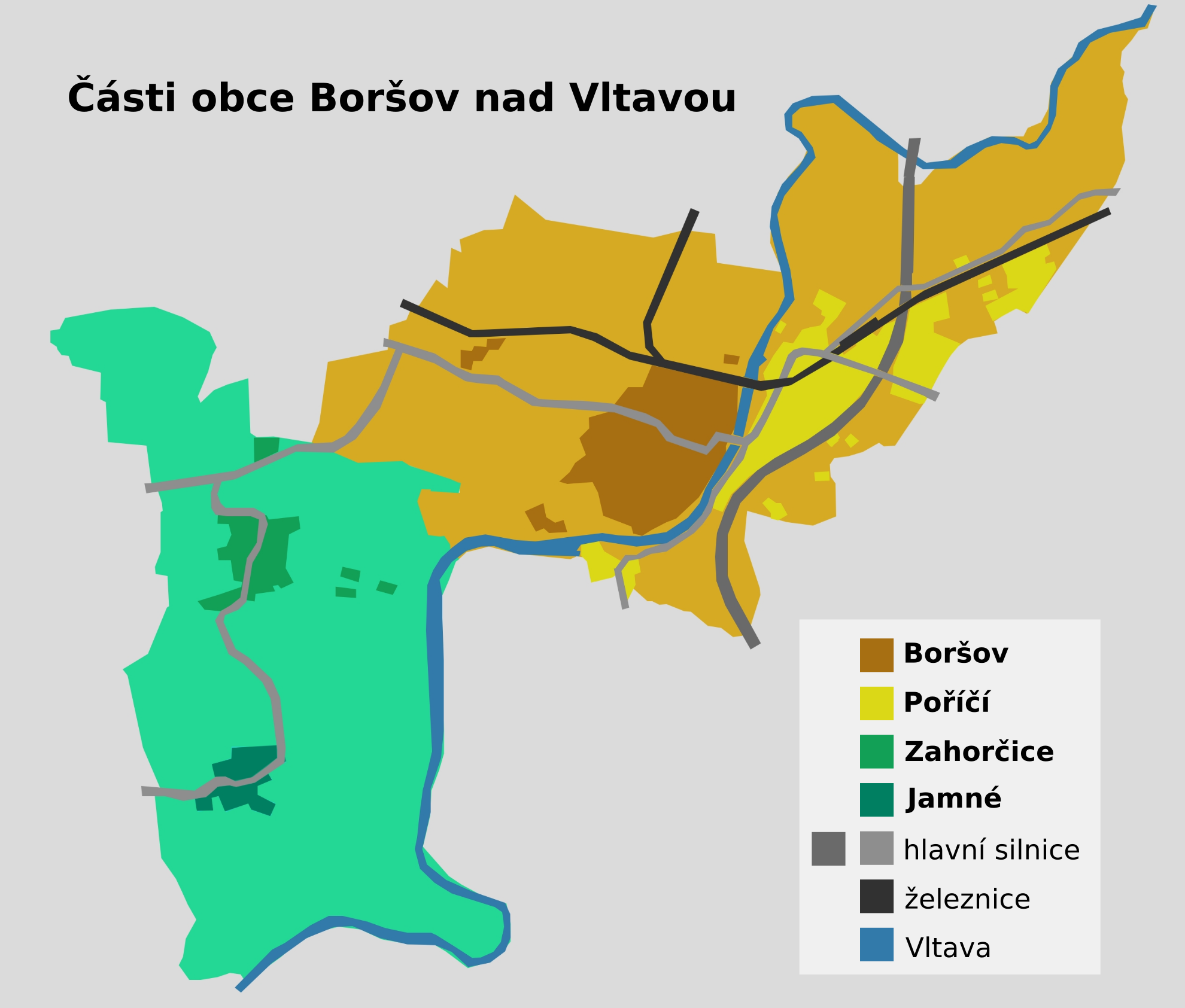

Svou současnou podobu získal Boršov nad Vltavou v roce 1950, kdy se sloučila vesnice Boršov na západním břehu Vltavy s vesnicí Poříčí na východním břehu. Do příchodu Druhé světové války se dějiny obou vesnic vyvíjely odděleně. Boršov patřil po většinu své historie církevní vrchnosti ve Vyšebrodském klášteře, Poříčí patřilo po největší část své historie pod světskou vrchnost sídlící na místním zámku. Poprvé byl Boršov nad Vltavou sjednocen přechodně během německé okupace za Druhé světové války, definitivně tedy až v na začátku padesátých let. 1. července 1985 byla k Boršovu nad Vltavou připojena Vrábče s přilehlými osadami. Ty se brzy opět odtrhly a od 24. listopadu 1990 patří k Boršovu nad Vltavou jen vesnice Zahorčice a Jamné. Současné území obce se dělí na čtyři části a dvě katastrální území. Jedno katastrální území zahrnuje části Boršov a Poříčí, ve druhém jsou části Jamné a Zahorčice.

### Obecní symboly
Znak a vlajka byly obci uděleny rozhodnutím předsedy Poslanecké sněmovny Parlamentu České republiky dne 17. dubna 2009.

## Pamětihodnosti

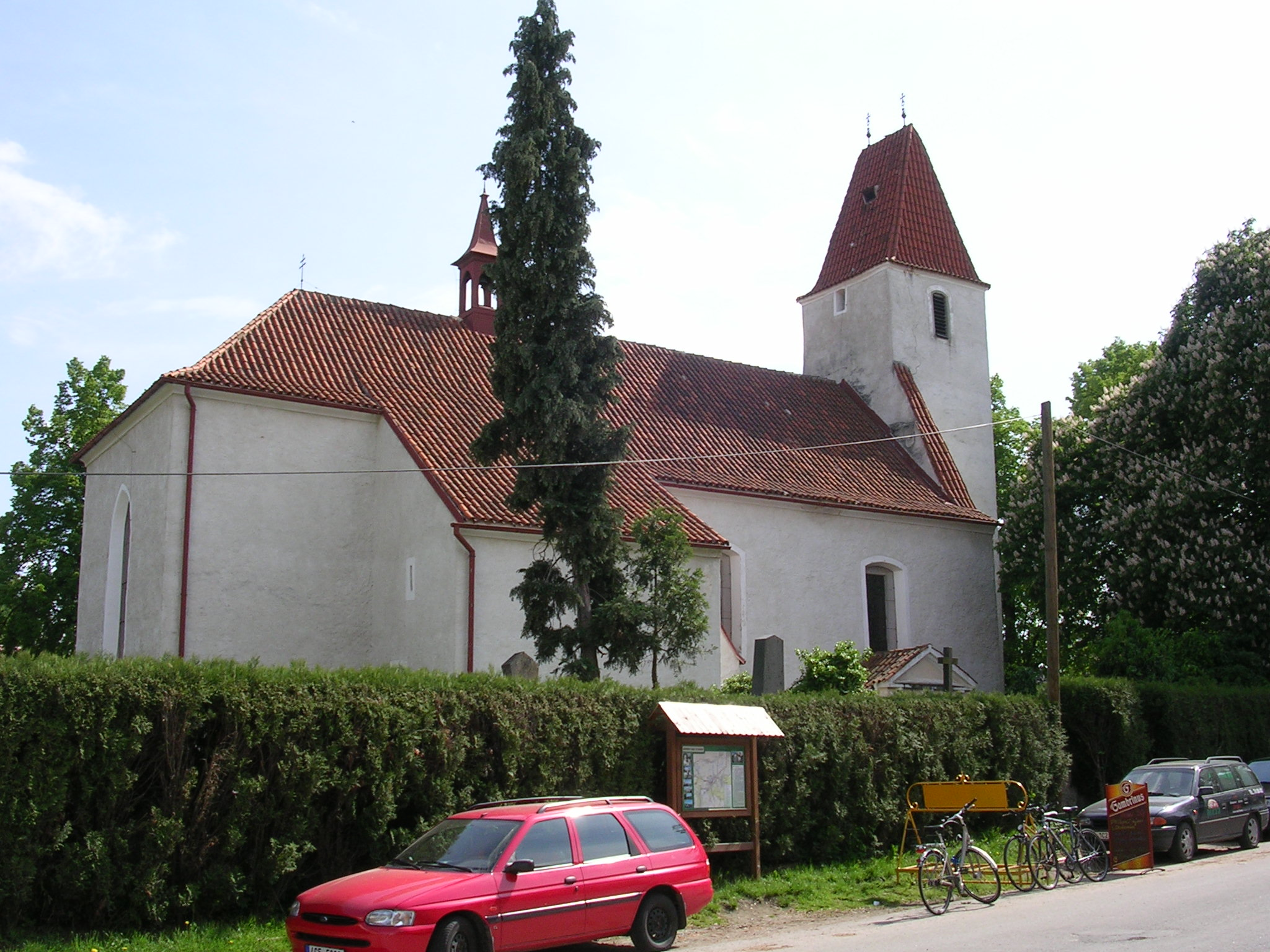
Kostel sv. Jakuba Většího v roce 2009, pohled ze západu

### Sakrální
- Farní kostel svatého Jakuba Většího, gotický stavba z konce 15. století s dochovanou kamennou křtitelnicí a jedním z nejstarších zvonů v Čechách.[26]
- Fara, z let 1790 až 1791[27] na místě starší budovy
- Kaplička v ulici Farní
- Kaplička svatého Jana Nepomuckého v ulici Poříčská
- Kaplička svatého Petra v ulici U Sila
- Křížová cesta z roku 2023, tvůrce Adolf Beníšek

### Profánní

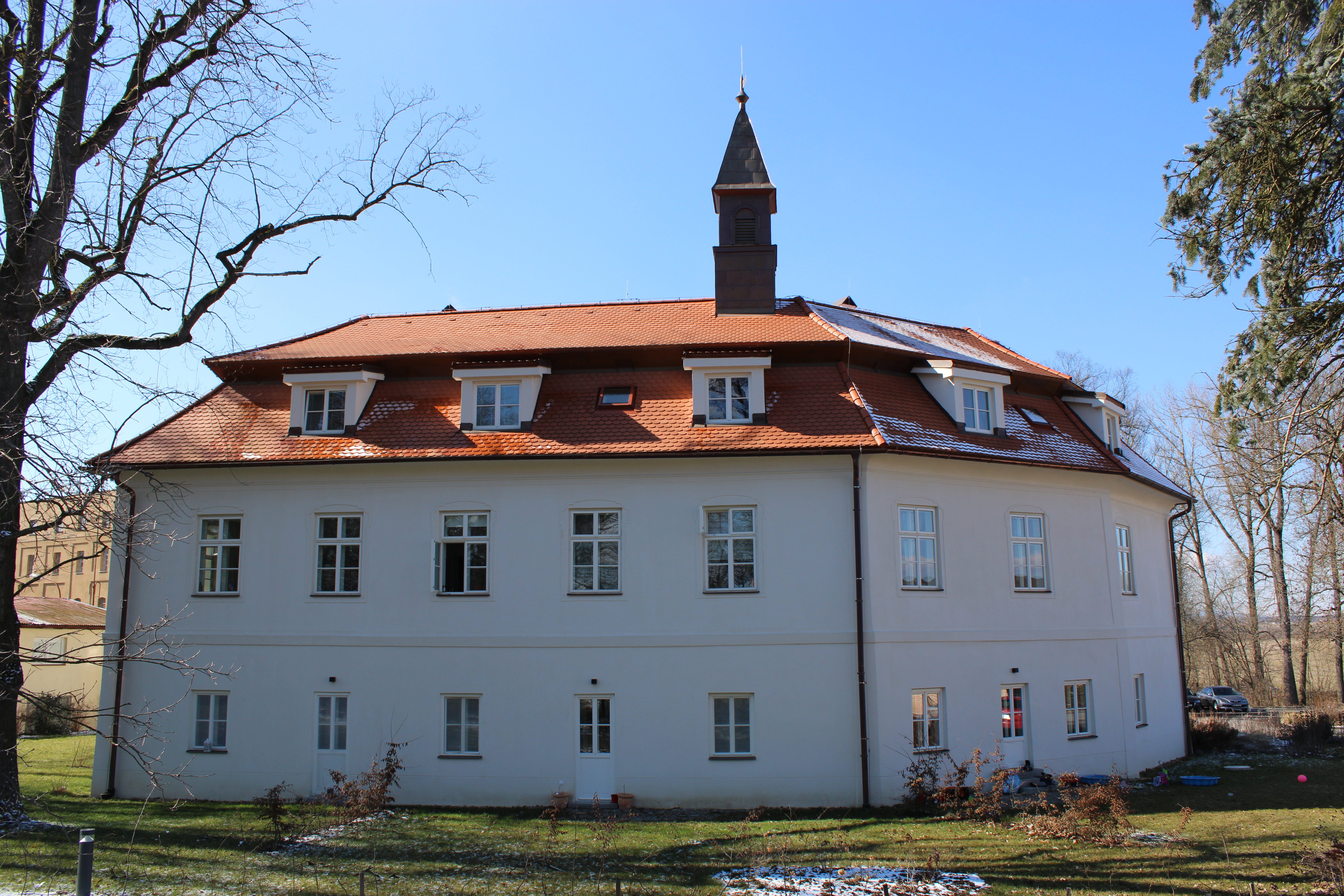
Zámek Poříčí v roce 2021, pohled z východu

- Zámek Poříčí, ulice U Zámečku č.p. 196[28]
- Pozůstatky zaniklého Boršovského hradu - asi z poloviny 13. století, nad levým břehem Vltavy jihozápadně od obce
- Hubatkova vila - secesní vila z konce 19. století, dnes sídlo dětského domova
- Pomník kpt. Raymonda F. Reutera - na okraji lesa asi 1,3 kilometru západně od Boršova, poblíž cesty do Zahorčic. Tento americký stíhací pilot zde zahynul 17. dubna 1945 v troskách svého Mustangu P-51 poté, co byl při pronásledování německého letounu zasažen pozemní palbou z letiště Planá.[29]
- Pomník Gustava Habrmana ve švestkovém sadu na severozápadním okraji vsi
- Pomník obětem Druhé světové války - v ulici Farní mezi kostelem a farou

## Spolky a organizace
Spolkový život obce začal už na samém počátku dvacátého století založením místního spolku Národní jednoty pošumavské. Národní jednoty byly různé spolky věnující se českému národnostnímu boji a po odsunu Němců z Československa po Druhé světové válce pozbyly smyslu a zanikly. Jiné spolky však v obci působí dodnes:

### Hasičský sbor
Hasičský sbor byl založen v květnu 1900, ve stejném roce jako Národní jednota pošumavská. Je tedy nejstarším stále působícím spolkem v obci. V roce 1931 zakoupil svou první motorovou stříkačku. V současné době vlastní Sbor dobrovolných hasičů v Boršově nad Vltavou cisternový automobil Tatra 148 a stroj Avia A31, účastní se hasičských soutěží a pořádá kulturní akce.

### TJ Sokol
Tělovýchovná jednota Sokol vznikla v Boršově v roce 1912. V letech 1921 až 1922 byla v Poříčí postavena obecní Sokolovna s letním hřištěm na zahradě. Kromě pravidelného cvičení se zde hrály různé míčové hry nebo stolní tenis. Místní Tělovýchovná jednota také pořádala výlety do okolí a fungoval zde i divadelní odbor Sokola. Ten nacvičoval divadelní hry pro dospělé i loutkové hry pro děti. Za zmínku stojí divadelní hra Most nejkrásnější o životním osudu boršovského převozníka Václava Světlíka, kterou napsal a inscenoval Josef Barnáš - místní rodák a pozdější kronikář Strakonic. V 21. století se od místní Tělovýchovné jednoty Sokol oddělili Tělovýchovná jednota Karate a Fotbalový klub. Dnešní Sokol se tak v mimo cvičebních programů pro veřejnost věnuje soutěžení jen v oblasti sportovní gymnastiky.

### Obec baráčníků Jana Žižky z Trocnova
Vlastenecko-dobročinná sdružená obec Baráčníků Jana Žižky z Trocnova byla v Boršově založena v roce 1931. Tento spolek se - tak jako jiné Baráčnické obce - zaměřoval především na dobročinnost, pořádání lidových slavností a plesů. Dodnes se členové zasazují o uchování národních tradic a zvyků a péči o národní kroje. Největší pravidelnou akcí Baráčnické obce jsou každoroční Boršovské dožínky.

### Další organizace
- Včelařský svaz - od roku 1943[35]
- Zahrádkářský svaz
- Fotbalový klub Boršov nad Vltavou
- TJ Karate Boršov nad Vltavou

## Osobnosti
- Maxmilián Millauer (1784–1840), místní duchovní, později zastával funkci rektora Univerzity Karlovy a direktora Královské české společnosti nauk.[36]
- Martin Krejčí (†1918), legionář na italské frontě, zajatý a popravený Rakousko-Uherskou armádou v kasárnách v Coneglianu[37]

## Fotogalerie

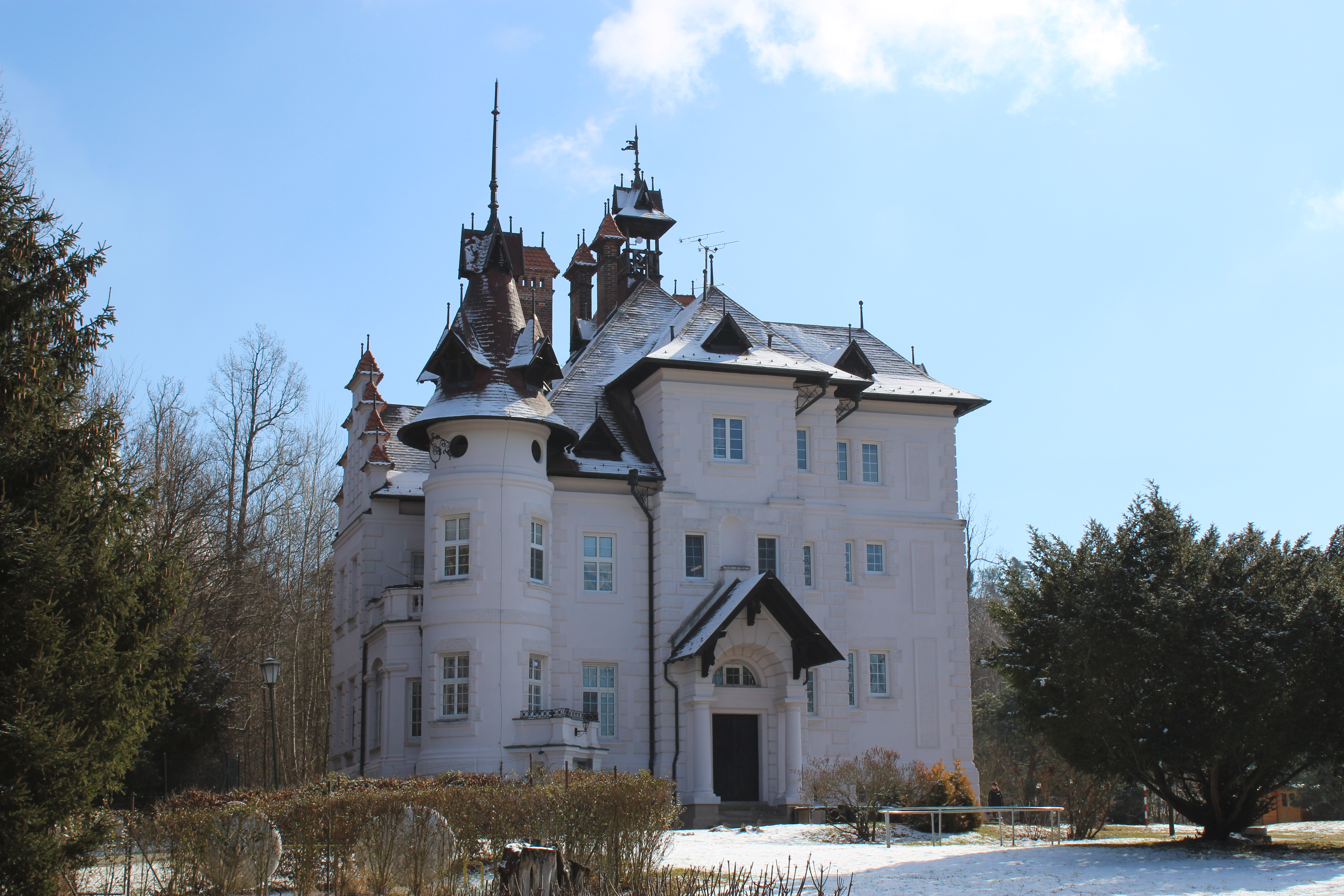
Hubatkova vila
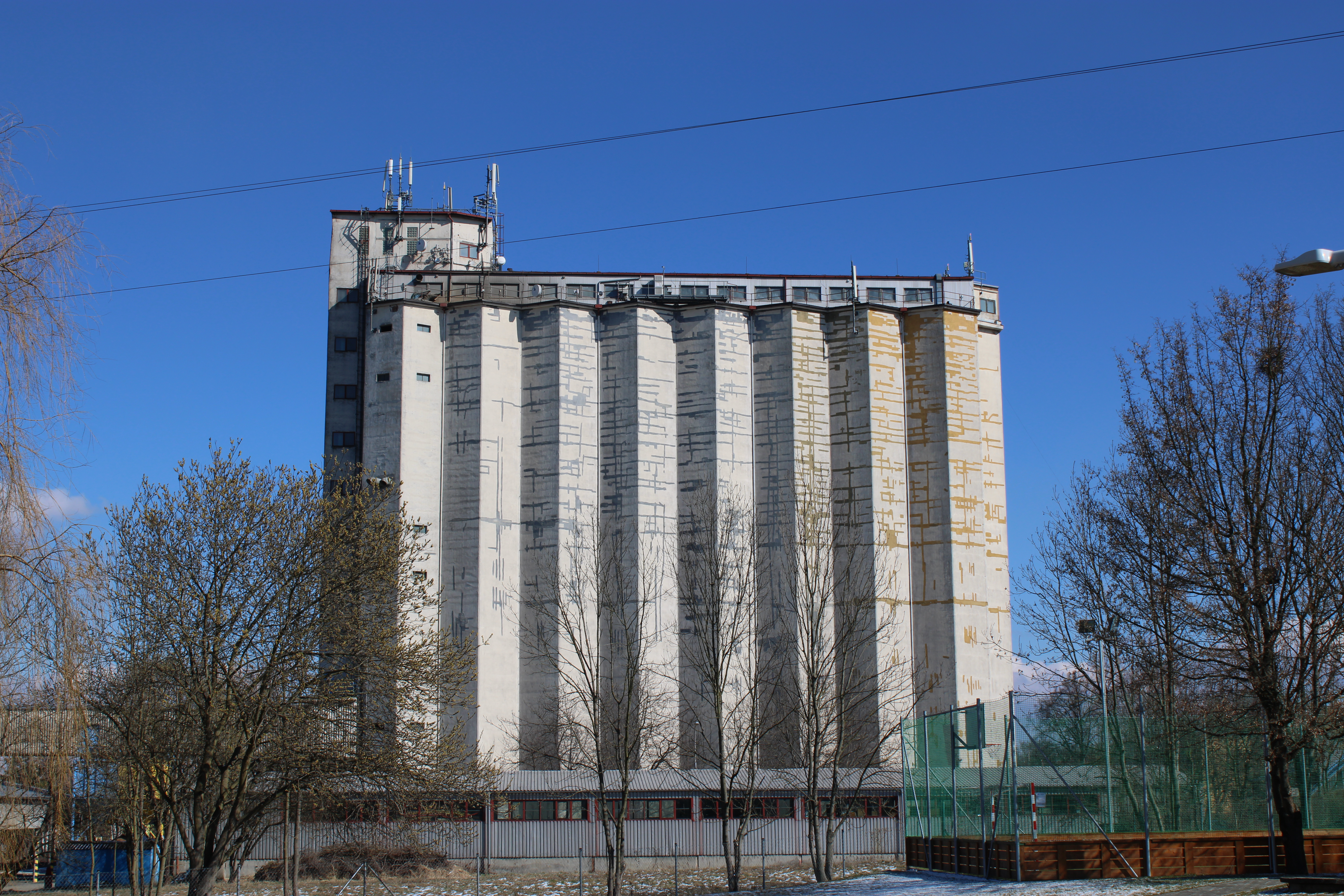
Silo
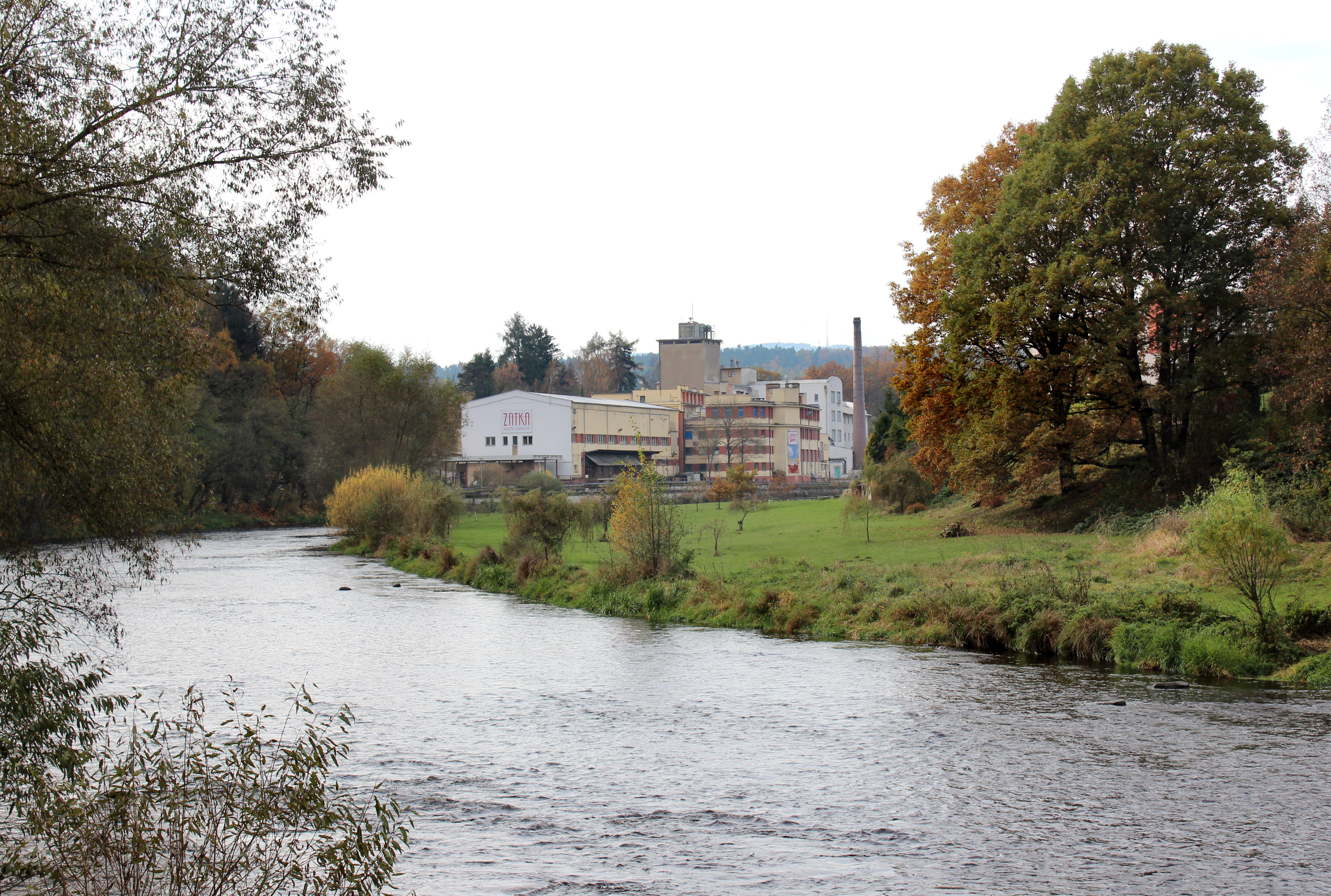
Zátkův mlýn
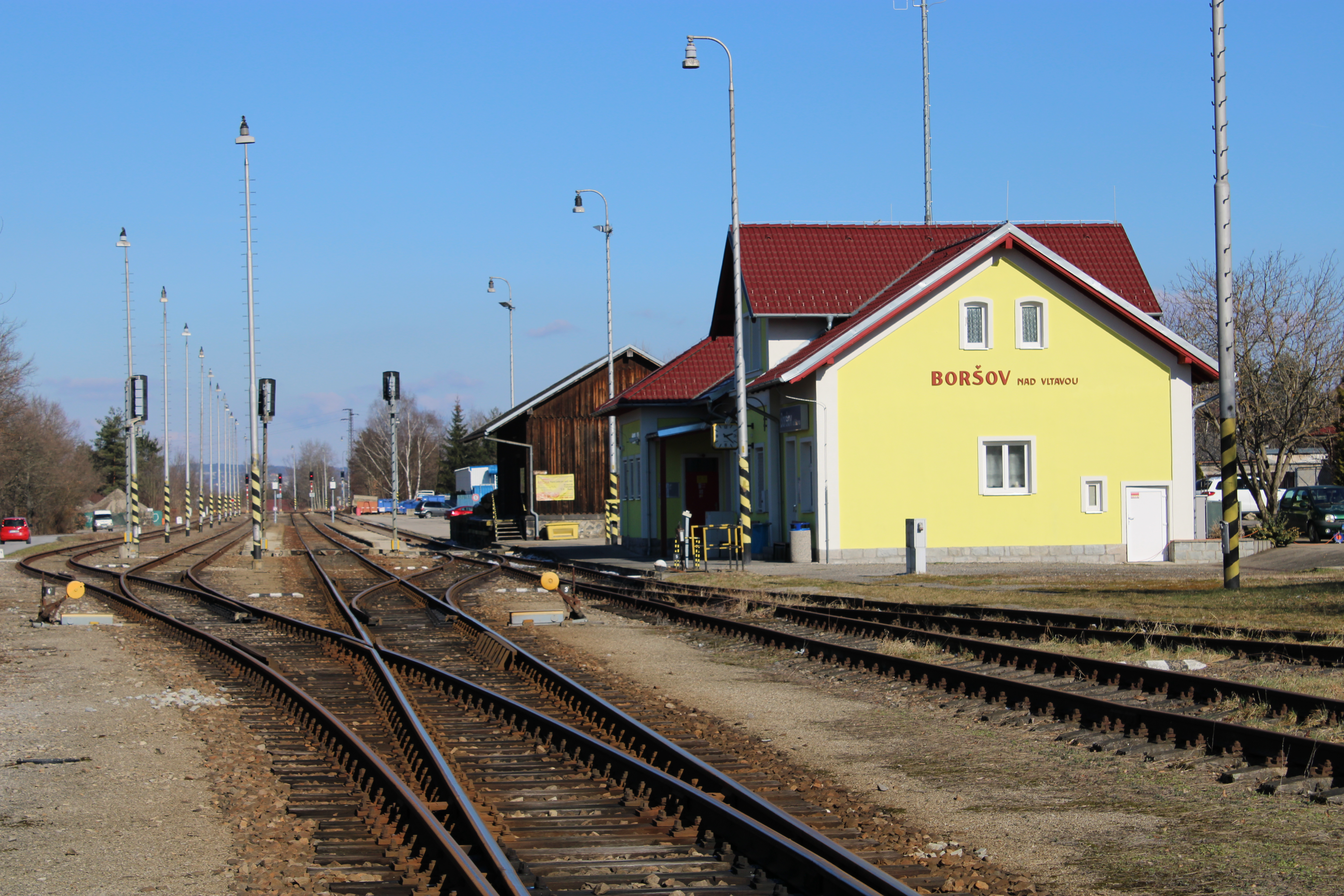
Nádraží
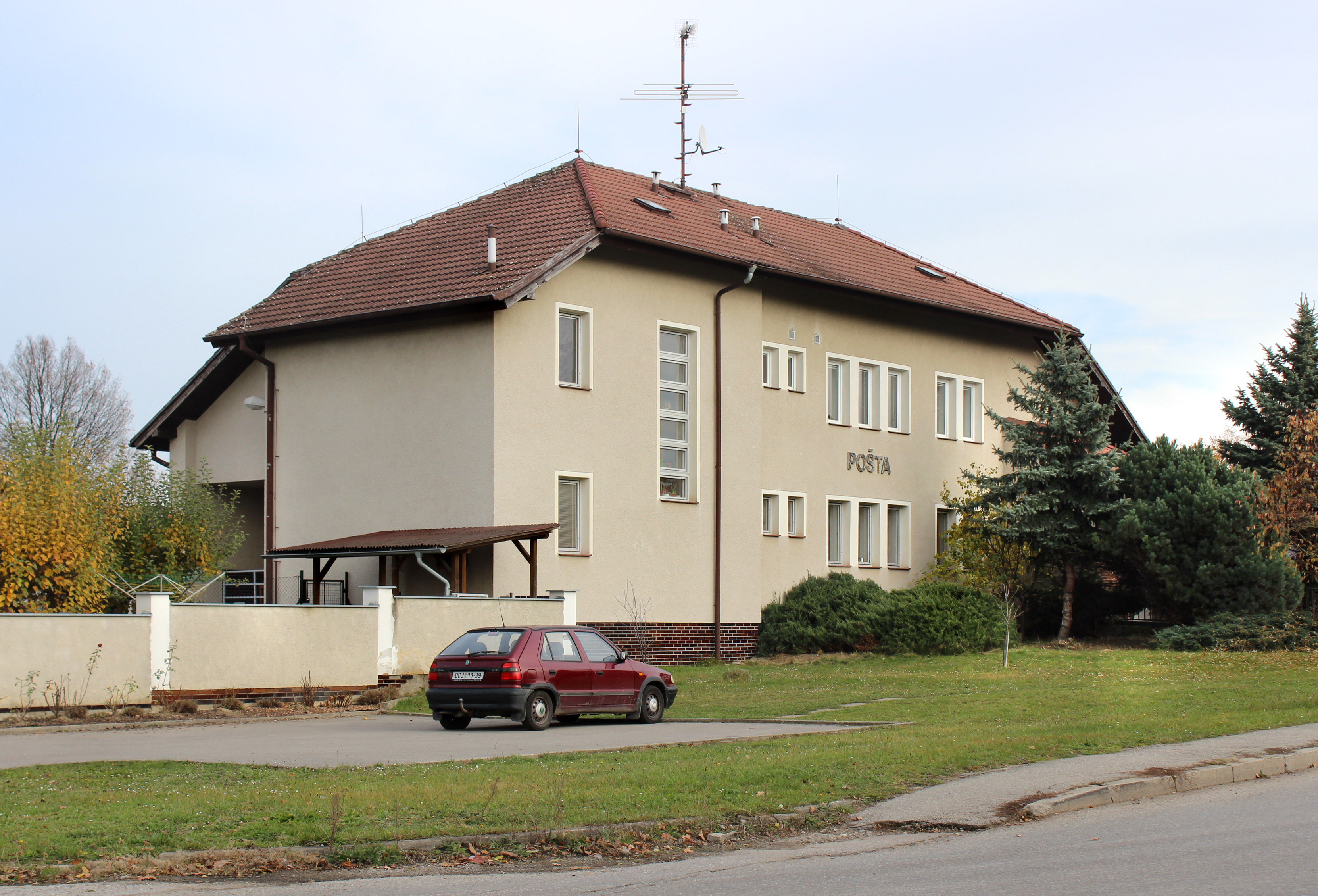
Pošta
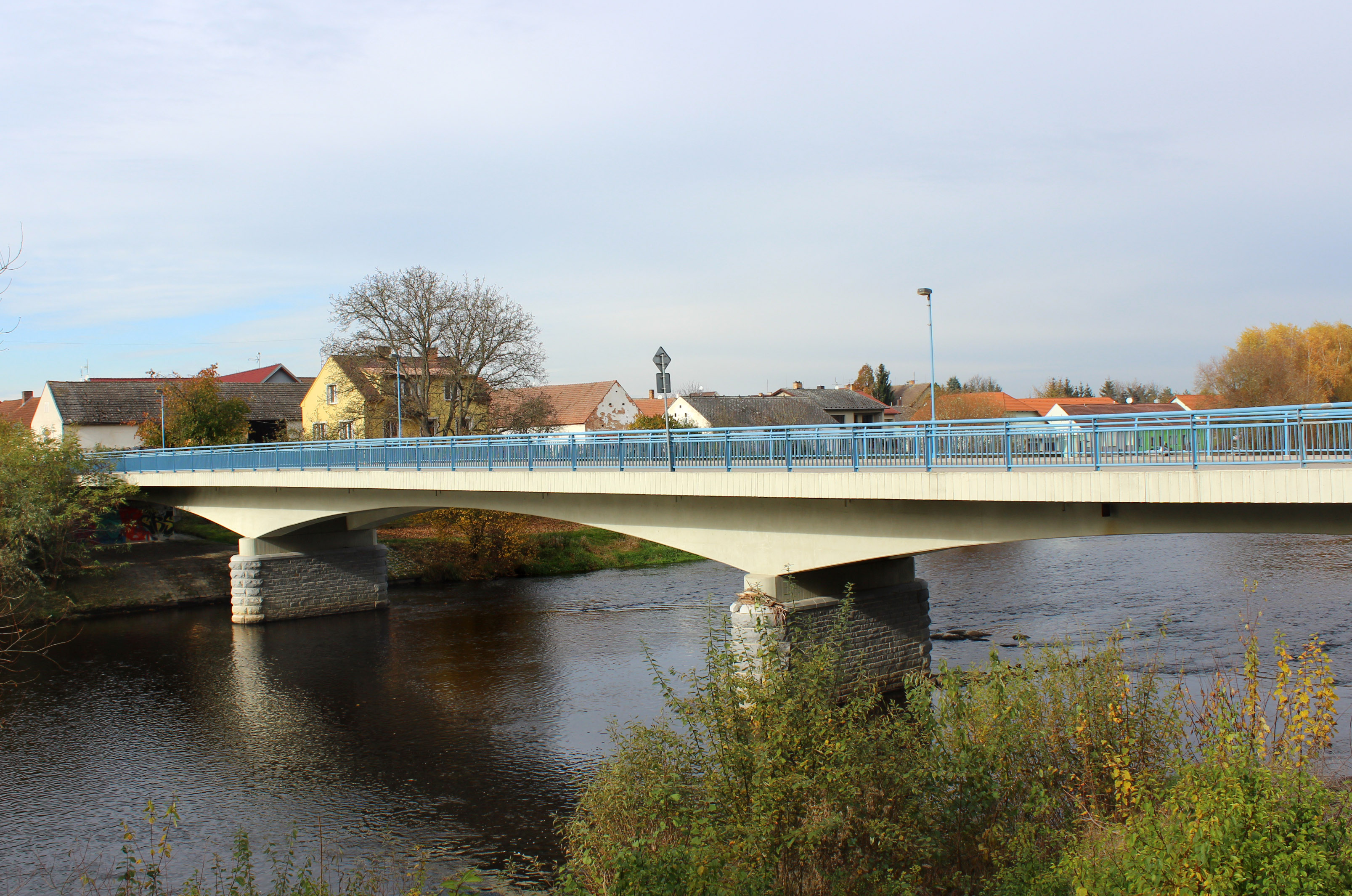
Silniční most
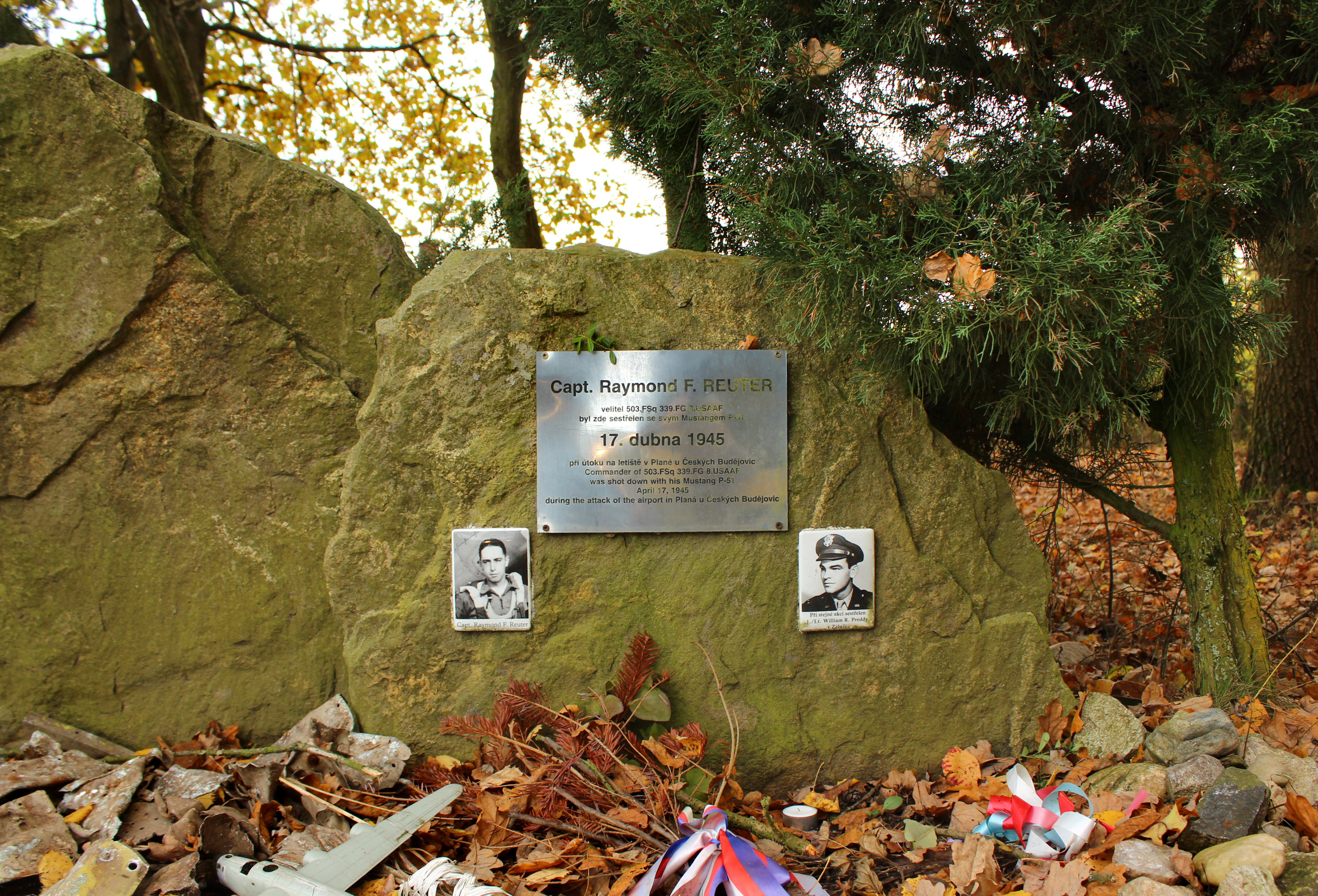
Pomník kpt. Raymonda F. Reutera